# Consiglio di Amministrazione dello Stato
Il Consiglio di Amministrazione dello Stato (in birmano: နိုင်ငံတော်စီမံအုပ်ချုပ်ရေးကောင်စီ, a volte indicato con le traduzioni in inglese State Administration Council o State Administrative Council - SAC) è la giunta militare al potere in Birmania dal 2 febbraio 2021 a seguito del colpo di Stato del 2021.
Questo governo militare ha risposto alle proteste con una sanguinosa repressione, operando migliaia di arresti e uccidendo centinaia di manifestanti, come per esempio nel Massacro di Hpakant.

## Membri
| Membro                           | Posizione       | Mandato inizio  | Partito  |
| -------------------------------- | --------------- | --------------- | -------- |
| Generale anziano Min Aung Hlaing | Presidente      | 2 febbraio 2021 | Militare |
| Vice-generale anziano Soe Win    | Vicepresidente  | 2 febbraio 2021 | Militare |
| Generale Mya Tun Oo              | Membro          | 2 febbraio 2021 | Militare |
| Generale Tin Aung San            | Membro          | 2 febbraio 2021 | Militare |
| Generale Maung Maung Kyaw        | Membro          | 2 febbraio 2021 | Militare |
| Tenente generale Moe Myint Tun   | Membro          | 2 febbraio 2021 | Militare |
| P'doh Mahn Nyein Maung           | Membro          | 2 febbraio 2021 | KPP      |
| Thein Nyunt                      | Membro          | 2 febbraio 2021 | NNDP     |
| Khin Maung Swe                   | Membro          | 2 febbraio 2021 | NDF      |
| Aye Nu Sein                      | Membro          | 3 febbraio 2021 | ANP      |
| Jeng Phang Naw Taung             | Membro          | 3 febbraio 2021 | Ind.     |
| Moung Har                        | Membro          | 3 febbraio 2021 | Ind.     |
| Sai Lone Saing                   | Membro          | 3 febbraio 2021 | USDP     |
| Saw Daniel                       | Membro          | 3 febbraio 2021 | KNPP     |
| Banyar Aung Moe                  | Membro          | 17 marzo 2021   | MUP      |
| Tenente generale Soe Htut        | Membro          | 30 marzo 2021   | Militare |
| Shwe Kyein                       | Membro          | 30 marzo 2021   | USDP     |
| Tenente generale Aung Lin Dwe    | Segretario      | 2 febbraio 2021 | Militare |
| Tenente generale Ye Win Oo       | Sottosegretario | 2 febbraio 2021 | Militare |